# 이근갑
이근갑은 대한민국의 학원인으로 국어 강사이다. 수강기호는 가비다이다. 2005년~2009년에 메가스터디 언어영역 강사로 활동하였으며,강의 6개월에 수강생 1위를 기록하였다. 2009년 12월에 엑스터디를 인수, 위너스터디로 회사 이름을 바꾸며 공동 대표이사직을 맡기도 하였으며 2012년에는 단독 대표로 지냈다. 스카이에듀와의 합병 이후 2013년이후부터는 국어 강의에만 전념하고 있다.
2016년 6월 치러진 2017학년도 대학수학능력시험 대비 평가원 모의고사 국어영역에서 (시험문제, 시험지가 아닌) 새로 바뀐 모의고사 출제형식 등의 정보를 유출한 혐의로 (정유라 사건이 터지던 해에) 구속되었다.

## 약력
- 한양대학교 국어국문학과 졸업
- 2005년~2009년 : 메가스터디 언어영역 강사
- 2009년 12월 2일~ : 위너스터디 대표이사
- 2010년~ : 위너스터디 공동대표
- 2012년~ : 이근갑 단독대표
- 2012년 10월 31일~ : 현현교육 '스카이에듀' 국어영역 강사
- 2019년 모두공 강사
- 2024 (현재) 이근갑국어연구소(유튜브ㆍ네이버카페)

```
                     운영
            대치스터디브릭스학원 강사
            대치중심학원 강사
            cmi에듀학원 원장
```

## 저서[2]
- 가비 국어 문학편 - 쌤앤파커스
- 가비 국어 비문학편 - 쌤앤파커스
- 수능 셀파 언어영역 종합편 - 천재교육
- 수능 셀파 언어영역 비문학편 - 천재교육
- 신사고 대박 프로젝트 극비 적중 300제 - 좋은책신사고
- 신사고 오감도 비문학 독해편 - 좋은책신사고
- 신사고 오감도 고전문학 감상편 - 좋은책신사고
- 영인 언어영역 시리즈 - 영인기획
- 단단 돌풍 실전모의고사 - 단단북스
- 동문선 언어영역 비문학 & 쓰기 - 단단북스
- 동문선 언어영역 문학 - 단단북스
- 수능 약방문 비문학 - 중앙교육
- 수능 약방문 낯선 운문문학 - 중앙교육
- SG스타강사 언어 문학 수능기출분석 - 현재와미래[3]